# Lichoceves

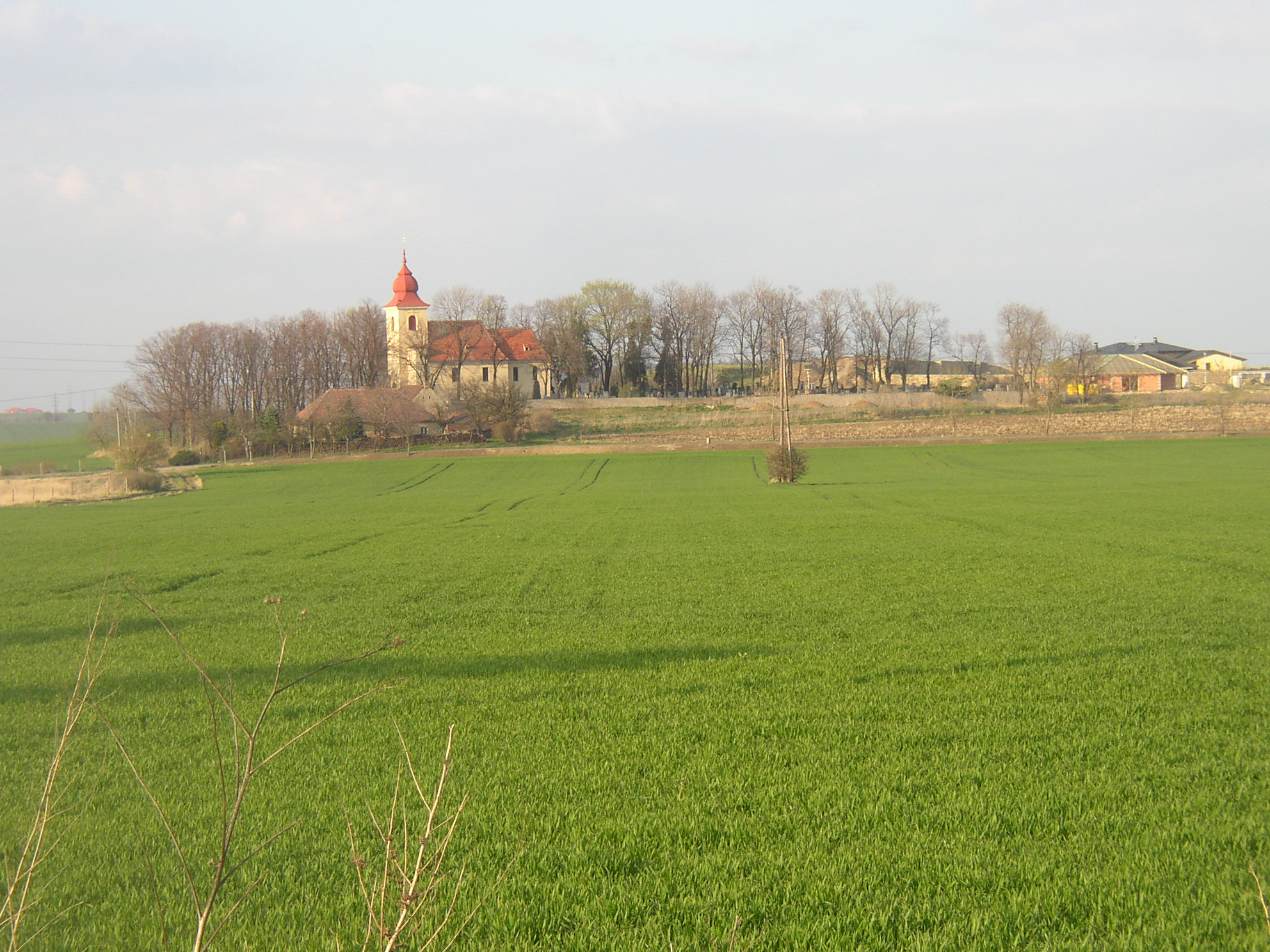
Kirche Johannes des Täufers in Noutonice

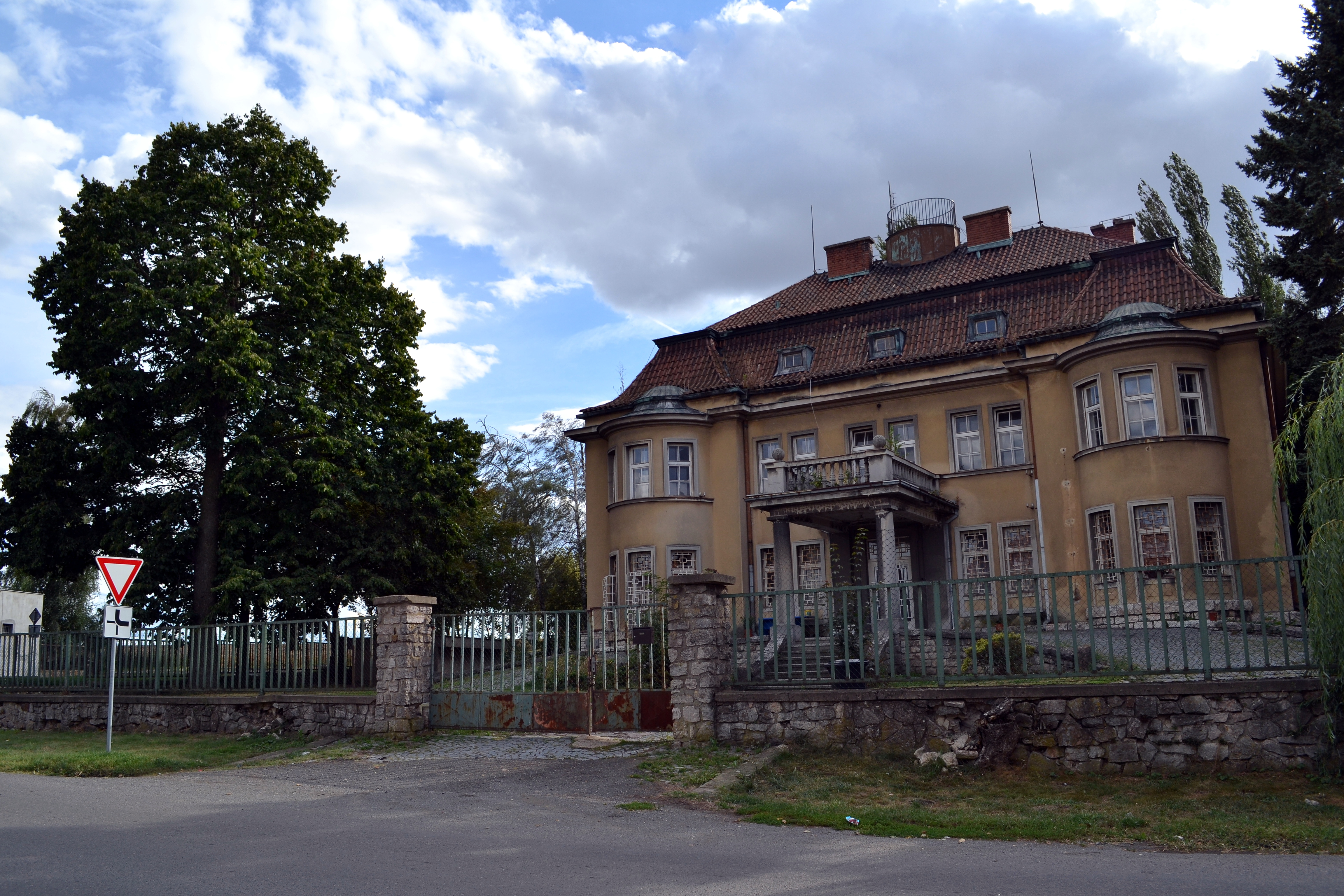
Villa Mrázkov in Lichoceves

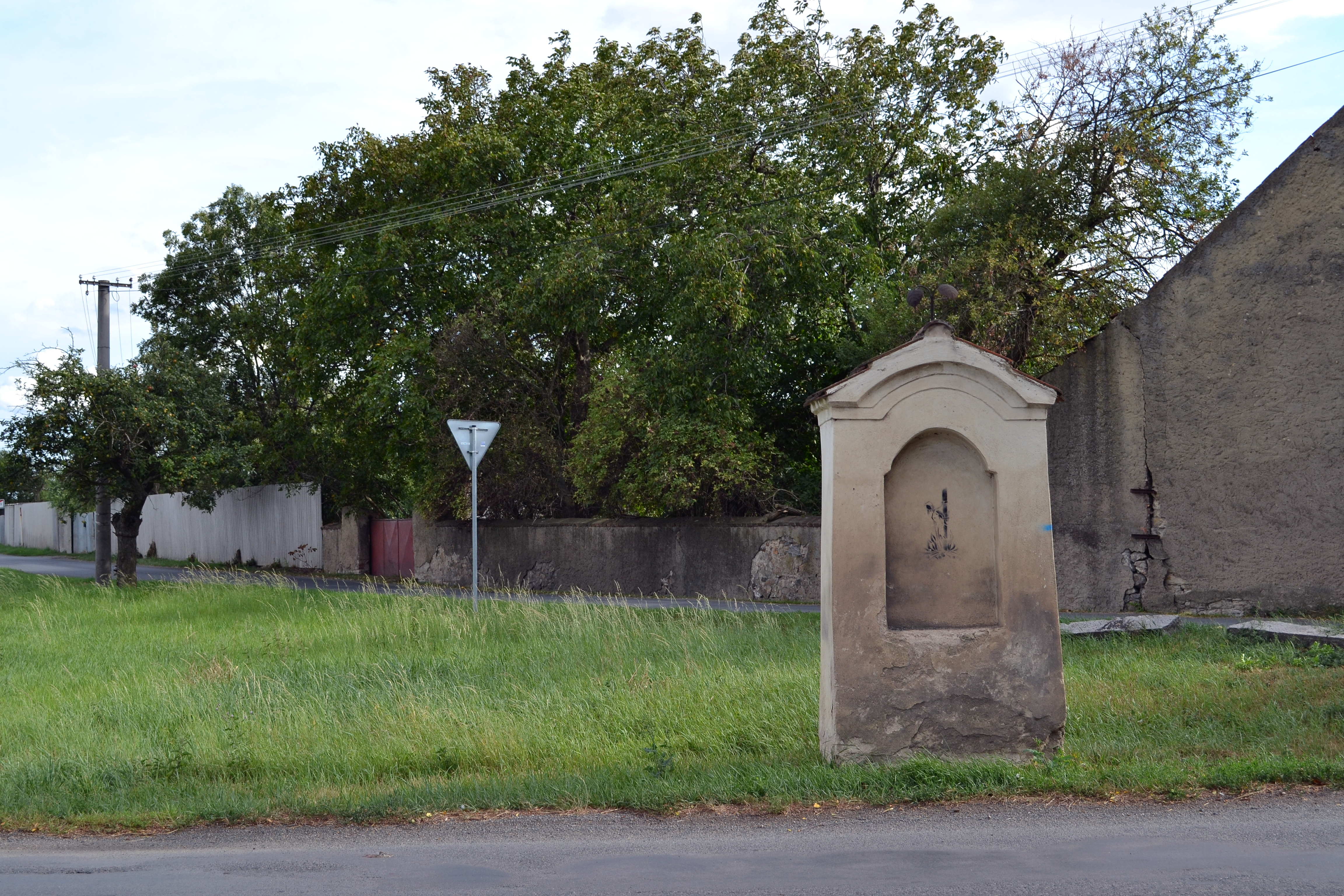
Nischenkapelle bei Lichoceves

Lichoceves (deutsch Lichtendorf) ist eine Gemeinde in Tschechien. Sie liegt 13 Kilometer nordwestlich des Stadtzentrums von Prag und gehört zum Okres Praha-západ.

## Geographie
Lichoceves befindet sich auf der Prager Hochfläche (Pražská plošina) im Quellgebiet eines rechten Zuflusses zum Zákolanský potok. Nordöstlich erhebt sich der Kamýk (322 m) und im Osten der Kopec (337 m). Am westlichen Ortsrand verläuft die Bahnstrecke Praha–Most, der Bahnhof Noutonice liegt einen knappen Kilometer nordwestlich des Dorfes.
Nachbarorte sind Noutonice im Norden, Svrkyně und Kamýk im Nordosten, Velké Přílepy und Černý Vůl im Osten, Statenice, Kopaninský Mlýn und Štěrbův Mlýn im Südosten, Pastviště und Tuchoměřice im Süden, Na Pazderně, Černovičky und Kalingrův Mlýn im Südwesten, Velké Číčovice und Malé Číčovice im Westen sowie Okoř, Colorado, Višňovka und Dolský Mlýn im Nordwesten.

## Geschichte
Die erste urkundliche Erwähnung von Lichoceves erfolgte 1228, als König Ottokar I. seiner Halbschwester Äbtissin Agnes, das Dorf und den Vorwerkshof als Besitz des Prager Benediktinerinnenklosters St. Georg bestätigte.
Der Zehnt des Hofes gehörte dabei zu den Präbenden der Kanoniker von St. Georg. Während der Hussitenkriege bemächtigen sich 1421 die Prager Hussiten der Klostergüter. König Sigismund bestätigte Lichoceves 1431 als Besitz des Martin von Sčilice. Den Nonnenhof verpfändete die böhmische Krone im Jahre 1443 für 200 Schock an den Prager Bürger Michal Lichutský, der ihn bis 1465 besaß. Weitere Pfandbesitzer des Hofes waren ab 1542 Zdislav Vrabský, ab 1545 Kašpar von Prošovice und später der Oberhofschreiber Michal Španovský. Dieser überließ den Hof 1583 der Äbtissin Eybenstoler von Eybenstol. Das Dorf hingegen war zu dieser Zeit zur Johann Bořita von Martinic gehörigen Herrschaft Okoř untertänig. 1585 erbte dessen Witwe Anna von Wartenberg den Besitz, sie heiratete 1590 Krištof Leskovec von Leskov. Im Jahre 1606 kaufte David Borinie von Lhota den Hof und das Dorf Lichoceves von Krištof Leskovec von Leskov und schlug beides seinem Gut Rostok zu. Nach der Schlacht am Weißen Berg wurden dessen Güter konfisziert. Die Hofkammer verkaufte die Güter Rostok und Lichoceves an Karl von Liechtenstein, der sie zu einem Familienfideikommiss erhob. Im Laufe der Zeit wurde der Ort auch als Lichuceves bzw.  Lichceves bezeichnet. Die Fürsten von Liechtenstein verkauften den Fideikommiss Rostok 1803 an Josef Mader und dessen Schwiegersohn Joseph Löhner. Seit 1807 besaß Löhner auch das Gut Statenitz. Nach Maders Tod war Löhner ab 1815 alleiniger Eigentümer des Gutes Rostok mit Lichtendorf. Er tauschte die zum Gut Statenitz gehörigen Dörfer Husinetz, Řež und Žalow samt Hradetz gegen das Dorf und den Hof Lichtendorf ein. 1821 veräußerte er das Gut Statenitz an Barbara Gräfin Khüenburg.
Im Jahre 1843 bestand Lichtendorf / Libowes bzw. Lichtewes aus 22 Häusern mit 137 Einwohnern, darunter zwei Israelitenfamilien. Im Ort gab es ein obrigkeitliches Schlösschen, einen dominikalen Meierhof und ein Wirtshaus. Pfarrort war Nautonitz. Später erwarb die Familie Dlauhowesky von Langendorf das Gut Statenitz mit Kameyk. Bis zur Mitte des 19. Jahrhunderts blieb Lichtendorf dem Gut Statenitz untertänig.
Nach der Aufhebung der Patrimonialherrschaften bildete Lichocoves / Lichtendorf ab 1850 einen Ortsteil der Gemeinde Noutonice im Bezirk und Gerichtsbezirk Smíchov. Im Jahre 1890 lebten in Lichoceves 225 Menschen, davon waren 200 Tschechen und 25 Deutsche. Nach 1910 löste sich Lichoceves von Noutonice los und bildete eine eigene Gemeinde. 1927 wurde die Gemeinde dem Bezirk Praha-venkov und dem Gerichtsbezirk Praha-západ zugeordnet. 1942 wurde Lichoceves Teil des neu gebildeten Bezirkes Praha-venkov-sever. Seit 1949 gehört die Gemeinde zum Okres Praha-západ. Noutonice und Okoř wurden 1961 eingemeindet. Am 1. April 1976 erfolgte die Eingemeindung nach Velké Přílepy. Lichoceves und Noutonice lösten sich am 24. November 1990 wieder los und bildeten eine eigene Gemeinde.

## Gemeindegliederung
Die Gemeinde Lichoceves besteht aus den Ortsteilen Lichoceves (Lichtendorf) und Noutonice (Nautonitz), den Einschichten Dolský Mlýn und Nový Mlýn sowie der Feriensiedlung Višňovka.

## Sehenswürdigkeiten
- Kirche Johannes des Täufers in Noutonice
- Villa Mrázkov in Lichoceves
- Nischenkapelle am Ortsrand von Lichoceves
- Gedenkstein für die Gefallenen des Ersten Weltkrieges in Lichoceves, enthüllt 1929